# Idaea caustoloma
Idaea caustoloma är en fjärilsart som beskrevs av Louis Beethoven Prout 1932. Idaea caustoloma ingår i släktet Idaea och familjen mätare. Inga underarter finns listade i Catalogue of Life.